# Auguste Ottin

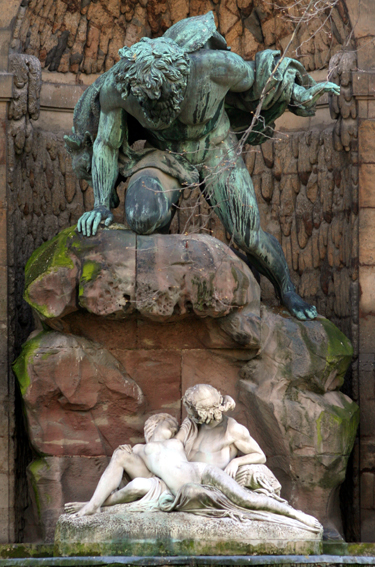
Polifemo sorprendiendo a Acis y Galatea (1866), de la Fuente Médici, Jardín de Luxemburgo, París

Louis-Auguste-Marie Auguste Ottin, llamado Auguste Ottin (París, 1811 – ibídem, 1890), fue un escultor académico francés.

## Biografía
Alumno de David d'Angers en la Escuela nacional superior de Bellas Artes de París. Donde fue amigo de Théodore Chassériau, un alumno en el taller de Ingres, que realizó un retrato de Ottin a carboncillo en 1833. Al año siguiente Ottin fue el responsable del ensamblaje de un gran centro de mesa con escenas de caza, encargado para el Palacio de las Tullerías por el heredero de Luis Felipe, el duque Fernando Felipe, duque de Orleáns, que encomendó la supervisión a Claude-Aimé Chenavard, que delegó gran parte del trabajo de la obra escultórica a Antoine-Louis Barye, el célebre animalista.
En 1836 Ottin obtiene, conjuntamente con Jean-Marie Bonnassieux, el Primer Gran Premio de Roma de escultura con un relieve titulado Socrate buvant la cigüe (Sócrates bebiendo la cicuta, ). Un vestigio de su estancia romana de 1836-40 es una Vista de Roma, 1837, en grafito y acuarela, conservada en el Museo de Bellas Artes de San Francisco.
Su retrato en busto del pintor y director de la Academia, Jean-Auguste-Dominique Ingres, ejecutado poco después de su regreso a París en 1840, en yeso y terracota teñida, se conserva en la École Nationale Supérieure des Beaux-Arts de París. La obra titulada Travail manuel se encuentra en el Museo del Louvre. La estatua de Laure de Noves (que es la Laura de Petrarca) del año 1850, es una de una serie de reinas de Francia y mujeres históricas que se habían encargado para el Jardín de Luxemburgo bajo el reinado de Luis Felipe.
Aproximadamente en ese periodo de tiempo, Ottin se encargó de proporcionar los elementos escultóricos de una habitación, en un antiguo palacio en Florencia, en la Vía de Renai, que fue concebido como un homenaje a la utopía social de Charles Fourier por un admirador de su filosofía, François Sabatier, que ha sido recientemente restaurado por la propietaria del palacio, la cantante austriaca, Caroline Unger.

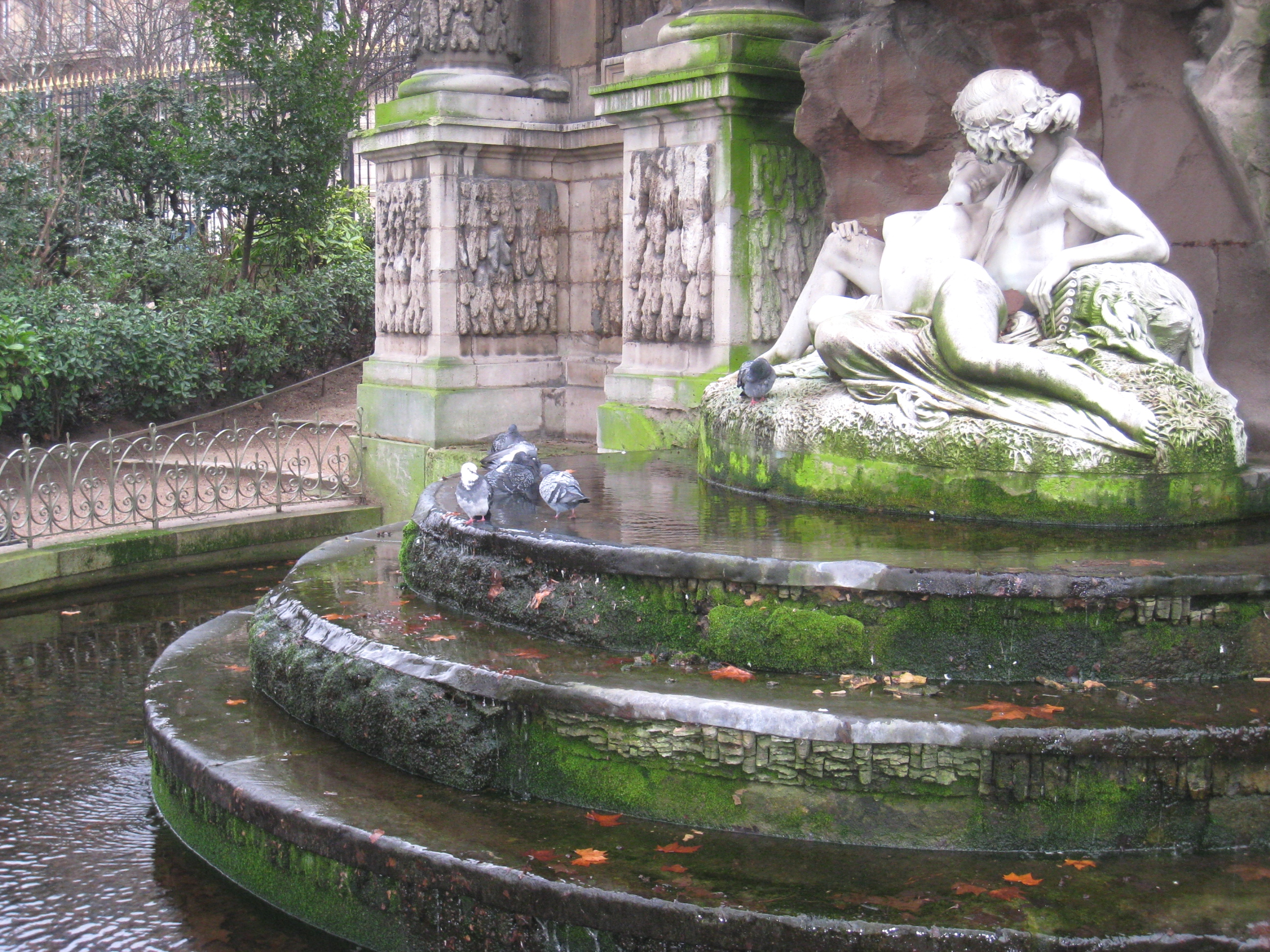
Detalle: conjunto arquitectónico del

Durante el Segundo Imperio, estuvo ocupado durante mucho tiempo en la ejecución de un encargo oficial, la estatua de Napoleón III, que aún se encuentra en Compiègne.
En 1866 fue encargado de proporcionar una escultura que fuese la pieza central para la Fuente Médici en el Jardín de Luxemburgo, uno de los pocos vestigios supervivientes de los jardines de Salomon de Brosse para Maria de Médici; el ninfeo de rocas en un marco arquitectónico que se trasladó de su antigua ubicación para permitir una ampliación de carriles, dentro de las reformas urbanas del barón Haussmann. El resultado fue su trabajo más conocido: Polifemo sorprendiendo a Acis y Galatea, donde el gigante de bronce en cuclillas, encima de la rocosa gruta en la que Galatea se encuentra en los brazos de Acis, que se apoya en su codo como los dioses-río — que es en lo que está a punto de convertirse: véase Acis. Las figuras de Pan y Diana en mármol completa el grupo.
En la nueva Plaza de Emile-Chautemps en Le Sentier, distrito 3 de París, se instalaron una serie de figuras rodeando dos estanques ovales. El proyecto estuvo dirigido por Gabriel Davioud, y se le encomendaron a Ottin dos figuras sentadas de bronce de Mercurio y de la Música.
En el amplio programa escultórico del palacio de la Ópera Garnier, se encomendó a Ottin La Música y La Danza, figuras sentadas sobre las que apoya un medallón central del frontón en arco de la fachada oeste. También realizó las figuras alegóricas de mujeres que representan a las ciudades francesas del norte, dentro del programa escultórico menos exigente de la Gare du Nord para los menos exigentes-programa de la estación Tuvo otros encargos similares, como la estatua de Euthymenes de la Bolsa de Marsella.

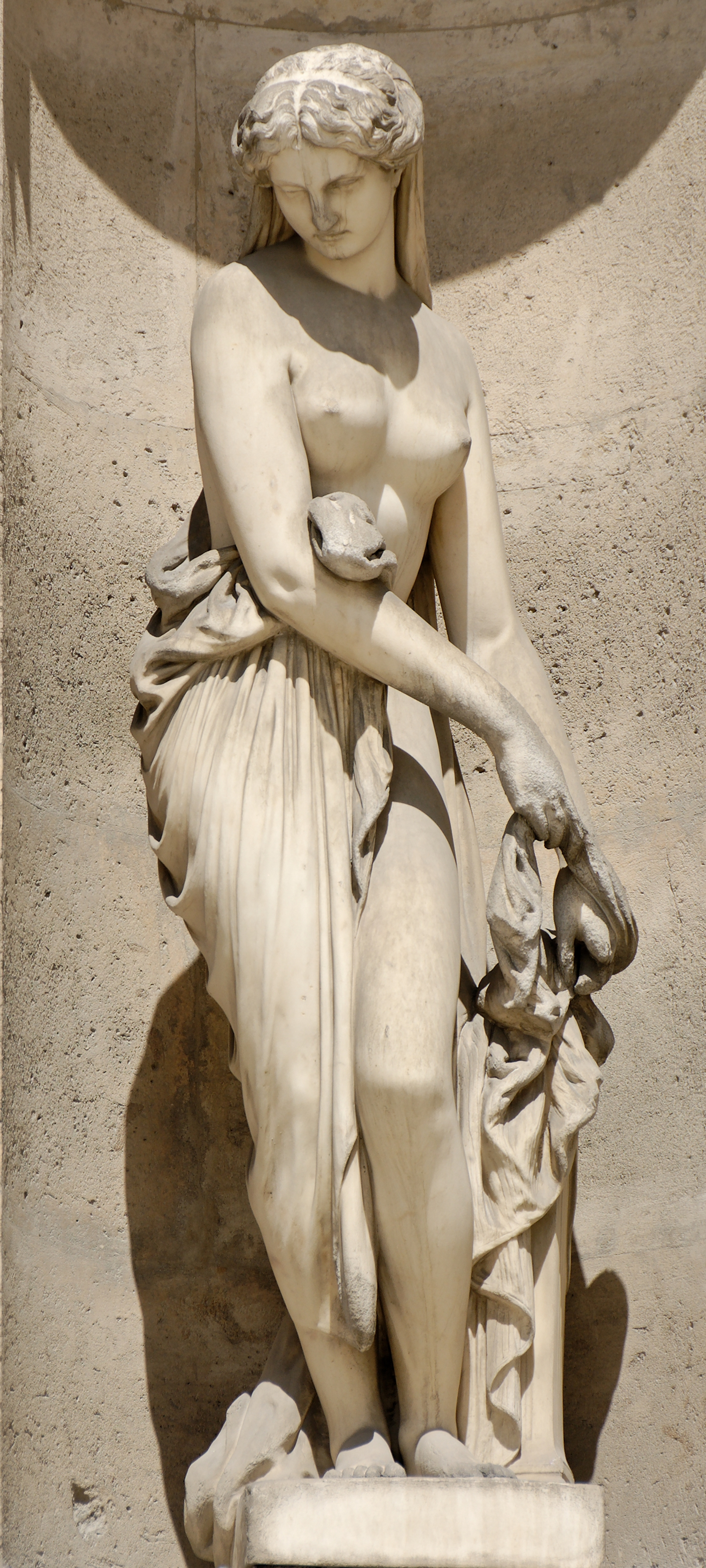
Campaspe se desnuda frente a Apeles por orden de Alejandro (1883). Fachada norte de la Cour Carrée del Palacio del Louvre.

## Obras
- Socrate buvant la ciguë, (1836)
- Retrato de Jean-Auguste-Dominique Ingres (1839), busto, Roma, villa Médici
- Retrato de Jean-Auguste-Dominique Ingres (hacia 1840), busto, escayola y terracota teñida, París, École nationale supérieure des beaux-arts
- Retrato de Jean-Auguste-Dominique Ingres (hacia 1840), busto, bronce, Versailles, Castillos de Versailles y de Trianon
- Laure de Noves (1850), estatua, mármol, París, Jardín de Luxemburgo, de la serie Reinas de Francia y mujeres ilustres
- Le Travail manuel (entre 1854 y 1856)  , piedra, Museo del Louvre, París
- Jeune fille tenant un vase (1861),  mármol, copia en mármol a los puntos, Poitiers; museo de la Sainte-Croix
- La música y la danza, (hacia 1866) alto relieve en escayola, modelo para la estatua de la ópera Garnier, conservado en el museo de Orsay de París
- Acis, Galatea, grupo escultórico, mármol, Polifemo, estatua, bronce, Pan, estatua, piedra, Diana, estatua, piedra, París, Jardín de Luxemburgo, fuente Médici
- Campaspe se déshabillant devant Apelle par ordre d'Alexandre (Campaspe se desnuda frente a Apeles por orden de Alejandro[7]) (1883), fachada norte de la Cour Carrée del Palacio del Louvre.